# Habrobracon kitcheneri
Habrobracon kitcheneri är en stekelart som först beskrevs av Dudgeon och Lewis Henry Gough 1914.  Habrobracon kitcheneri ingår i släktet Habrobracon och familjen bracksteklar. Inga underarter finns listade i Catalogue of Life.